# Vignoble
Pour les articles homonymes, voir Vignoble (homonymie).

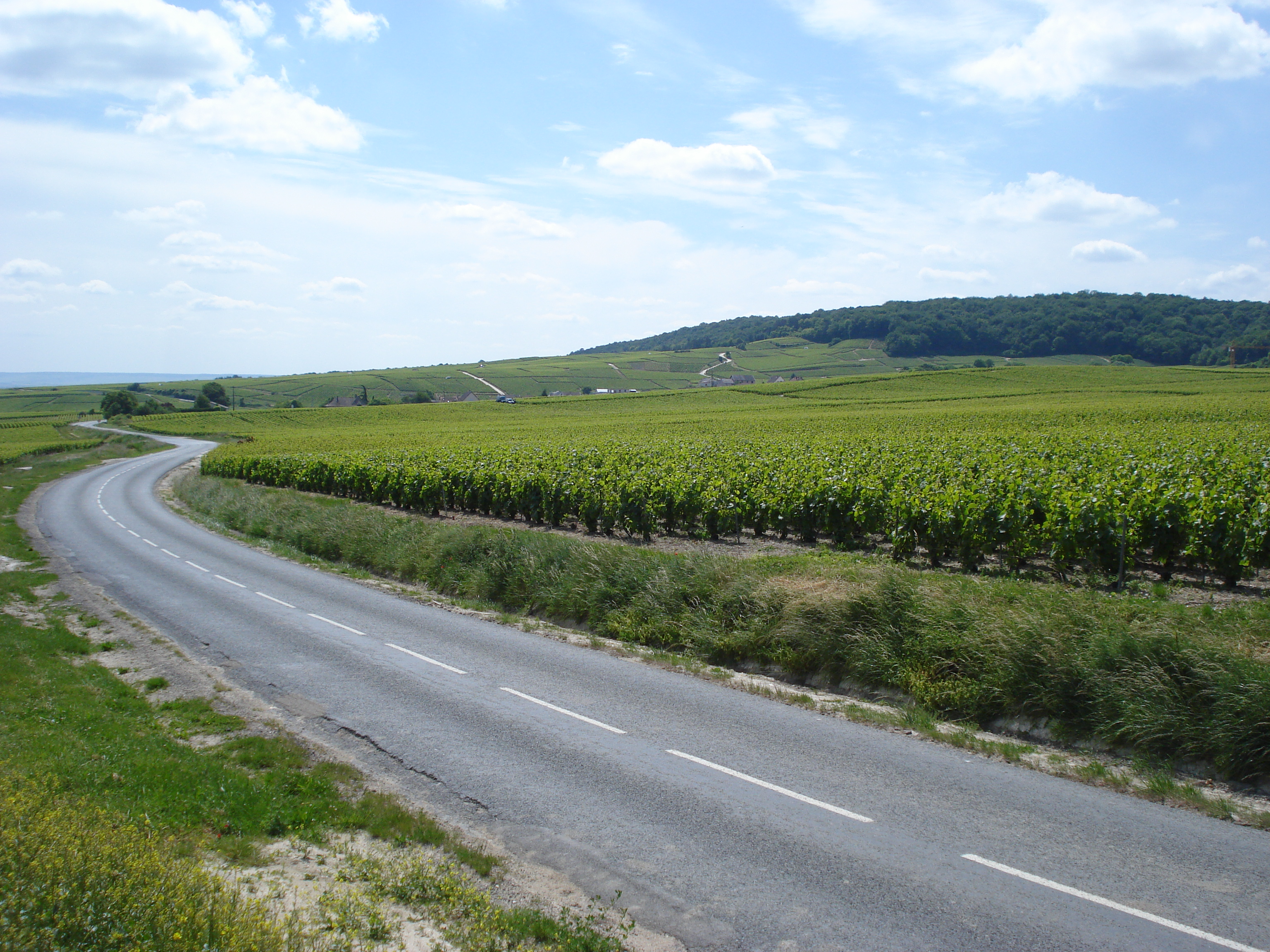
Vignobles à Trépail, au pied de la Montagne de Reims.

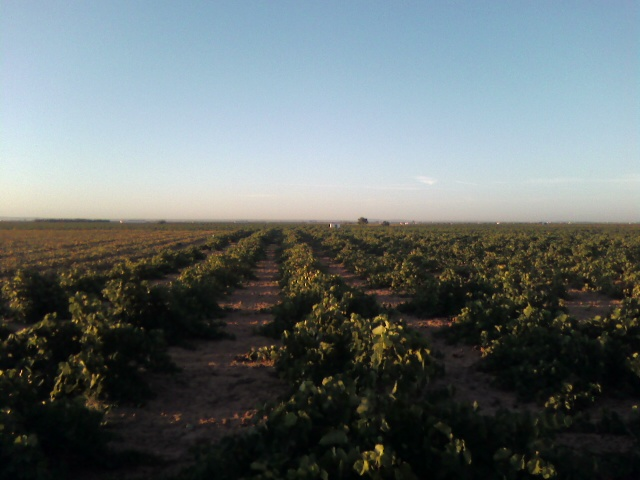
En zone aride (ici en Espagne), la culture de la vigne peut faciliter ou provoquer une forte érosion et dégradation des sols (avec 142.8 t de sol perdu par km-2 et par an sur les sols vallonnés, selon le programme MEDALUS).

Un vignoble est une parcelle agricole plantée de vignes (dite parcelle de vignes) ou un ensemble plus ou moins important de ces parcelles. Un climat (ou clos) est un lieu-dit consacré à la viticulture, un ensemble précis de climats ou éventuellement un climat en lui-même constituant une appellation. Outre un climat en lui-même, une appellation peut relever d'un seul terroir viticole ou d'un grand vignoble régional constituant une région viticole.
Un domaine viticole est un domaine rural voué à la viticulture. Il comprend un ou plusieurs vignobles et produit en général du vin (viniculture) qui est vendu en une ou plusieurs appellations.

## Vignoble et Terroir viticole
Dans certaines régions francophones, un petit vignoble est dénommé « vigne » ou « clos » car souvent entouré de murets. Ce dernier a une connotation de « petite surface », de « propriété de qualité », éventuellement supposée plus « noble » (cf. le Clos Vougeot en Bourgogne, Clos du Mesnil en Champagne).
Un terrain ou un territoire planté de vignes présentant des aptitudes spécifiques pour la production d'un vin typé (sol, climat, savoir faire codifié...) se dénomme selon les occurrences « terroir », cru, « climat » (en Bourgogne). Les vignobles relèvent de systèmes d'appellations qui s'unifient et répondent à d'assez strictes réglementations, du moins en Europe (voir Appellation d'origine contrôlée, AOC)
Les expressions concernant les vignobles et les qualifiant ne peuvent, éventuellement, apparaître sur les étiquetages que dans des conditions précises, selon la réglementation de l'Institut national de l'origine et de la qualité (INAO).

## Extension du vignoble
La surface totale du vignoble mondial représente 7,573 millions d'hectares en 2014. Cinq pays représentent 50 % de la superficie mondiale :
- Espagne : 13,5 % avec 1 021 milliers d'hectares.
- Chine : 10,6 % avec 799 milliers d'hectares
- France : 10,5 % avec 792 milliers d'hectares
- Italie : 9,1 % avec 690 milliers d'hectares
- Turquie : 6,6 % avec 502 milliers d'hectares

En 2000, la surface totale du vignoble mondial représentait 7,886 millions d'hectares, dont :
- Europe : 62,7 % (France 11,6, Italie 11,5, Espagne 14,9).
- Asie : 19,2 % (Chine 3,3)
- Amérique : 11,9 % (États-Unis 5,2, Argentine 2,7, Chili 2,2).
- Afrique : 4,3 % (Afrique du Sud 1,5).
- Océanie : 1,9 % (Australie 1,8).

La part de l'Europe diminue (perte de quatre points depuis 1996) tandis que celle des autres continents augmente.

## Impacts environnementaux
Depuis quelques décennies, les produits phytosanitaires employés dans les vignobles ont été ou sont encore une source importante de pollution du sol et de pollution de l'eau (superficielle ou souterraine) et de l'écosystème par les pesticides et en particulier par l'arséniate de plomb (autrefois) et par le cuivre (laissé par la bouillie bordelaise) depuis quelques décennies, deux produits qui ne sont pas biodégradables). D'autres produits phytosanitaires (désherbants, fongicides, insecticides) peuvent laisser de nombreux résidus et molécules de dégradation plus ou moins toxiques pour certaines d'entre elles dans le sol, l'eau ou l'air.
Le programme MEDALUS a montré qu'en zone aride, notamment dans le sud de l'Union européenne, les vignobles contribuent le plus à la dégradation et à l'érosion des sols (les oliveraies semi-naturelles le protégeant le mieux).
Les risques posés par les expérimentations ou projets de vignes transgéniques font encore l'objet d'un dissensus.

## Question sociale
L'activité viticole couvre une grande pauvreté. La journaliste Ixchel Delaporte, auteure d'une enquête (Les raisins de la misère, 2018) sur « la face cachée des châteaux bordelais », souligne que « les points les plus élevés de chômage et d’allocataires du RSA se fondent avec nos meilleurs vignobles, et s’étendent sur un rayon d’une soixantaine de kilomètres à la ronde autour de ces îlots de richesse ». Peu d’endroits en France présenteraient un tel contraste dans la distribution des revenus et une telle polarisation sociale. « La locomotive des grands crus est partie toute seule. Les autres sont restés sur le bord de la route », selon Segundo Cimbron, ancien maire communiste de Saint-Yzans-de-Médoc. En 2014, La Revue du vin de France expliquait que l’opulence de châteaux tels que Margaux, Latour ou Lafite Rothschild, propriétés d’industriels et de puissants financiers, masquait une réalité sociale épouvantable.
Les ouvriers agricoles connaissent des conditions de travail pénibles : temps partiels, faibles salaires, pénibilité des conditions de travail, absence de moyens de transport. « Nous voyons en effet, plus qu’ailleurs en France, des salariés abîmés par le travail. Les troubles musculo-squelettiques sont légion. Le travail à la vigne est très pénible », note la Mutuelle sociale agricole (MSA). La question des cancers provoqués par l’emploi intensif de produits phytosanitaires synthétiques dans la vigne reste assez controversée.

## Végétation
Secondairement, outre de nombreuses espèces qualifiées de mauvaises herbes, on trouvera dans le vignoble quelques espèces patrimoniales ou remarquables dont :
- l'ail des vignes (Allium vineale L.) ;
- l'ornithogale en ombelle (Ornithogalum umbellatum L.) ;
- la tulipe sauvage (Tulipa sylvestris L. ssp sylvestris) ;
- les Muscari (Muscari neglectum Guss. ex Ten. & Muscari comosum L.) ;
- la gagée des champs (Gagea villosa M. Bieb.) ;
- le souci des champs (Calendula arvensis L.) ;
- le coqueret (Physalis alkekengi L.) ;
- l'aristoloche (Aristolochia clematitis L.).